# Postprozessor (CAM)
Ein Postprozessor ist ein Computerprogramm, das die Ergebnisse eines Computer-aided manufacturing-Programms (CAM) in ein Format eines elektronischen Verfahrens (hier das so genannte Computerized Numerical Control, CNC) zur Steuerung von Werkzeugmaschinen umsetzt. Der Postprozessor erstellt also aus einer Bauteilzeichnung oder -beschreibung die Anweisungen an eine Fertigungsmaschine, wie sie agieren soll, um ein entsprechendes Bauteil zu produzieren.
In der Regel versteht man unter einem Postprozessor eine Software oder den Teil daraus, der aus einer Zeichnung ein CNC-Programm erstellt. Weil es eine Vielzahl an CNC-Maschinen gibt, ist jeder Code für die einzelnen Maschinen unterschiedlich. So wird grundsätzlich unterschieden zwischen Dialogsteuerungen (z. B. Heidenhain oder Sinumerik) und ISO-Code.
Zeichnungen können über ein Computer-aided-manufacturing-System eingelesen und bearbeitet werden. Das CAM-System erstellt Werkzeugwege, die als Linien oder Bögen dargestellt werden. Diese Geometrieelemente müssen in ein Format übertragen werden, das die Maschine versteht. Der Postprozessor wandelt diese Geometrieinformationen in ein CNC-Format um, z. B. „Linie 100 mm Länge“ wird konvertiert zu „G0 X0 Y0; G1 X100 Y0“. Diese Dateien können per Texteditor oder Postprozessor Editor bearbeitet werden.
Ein Postprozessor ist ein Parser, der einen Code (Geometrie) in einen anderen Code (CNC-Code) umsetzt. Der Postprozessor kann mit jeder Sprache programmiert werden.

## Softwarebeispiele für Postprozessor Editoren/Parser
- RoboDK[1]
- BobCAD-CAM[2]
- Autodesk PowerMILL
- SolidCAM[3]
- CAMWorks[4]
- sprutcam[5]